# ZEHST
ZEHST (сокращение от Zero Emission HyperSonic Transport — англ. Высокоскоростной транспорт с нулевым уровнем выбросов) — проект сверхзвукового-гиперзвукового пассажирского авиалайнера, реализуемый под руководством европейского авиакосмического агентства EADS.
Впервые проект был представлен 18 июня 2011 года на авиасалоне в Ле Бурже. По проекту предполагается, что самолёт будет вмещать 50—100 пассажиров и развивать скорость до 5029 км/ч. Высота полёта должна составить до 32 км.
Патент в 2015 году получила компания Airbus. Время полёта из Лондона в Нью-Йорк должно составить всего один час. Согласно патенту, лайнер предназначен для военных целей, и пока неизвестно, будут ли совершать на нём коммерческие рейсы.
Реактивная система самолёта будет состоять из двух турбореактивных двигателей, применяющихся на участке взлёта и разгона до 0,8М, затем ракетные разгонные блоки разгонят самолёт до 2,5М, после чего два расположенных под крыльями прямоточных двигателя доведут скорость до 4М.

## Технические характеристики
«ZEHST» будет способен летать со скоростью, в 4,5 раза превышающей скорость звука. Это в три раза быстрее, чем мог разогнаться его предшественник.
В конструкции задействованы три разных типа двигателей: прямоточный воздушно-реактивный, турбореактивный и ракетный двигатель.
Новый самолет должен будет летать по специально выделенным воздушным коридорам на высоте около 30,5 км (обычные лайнеры летают гораздо ниже). Для того чтобы быстро подняться на заданную высоту, он стартует вертикально, как ракета.
Кроме того, фюзеляжу нового самолета придали такую форму, благодаря которой он будет издавать гораздо меньше шума, чем его предшественник. Для сверхзвуковых самолетов характерна ударная волна звука, которая движется за ними и по силе напоминает раскаты грома. Противники эксплуатации «Конкорда» использовали её как аргумент в спорах.
В салоне могут разместиться 19 пассажиров.